# Piccolo grande amore
Piccolo grande amore è un film italiano del 1993 diretto da Carlo Vanzina.

## Trama
Sofia, principessa ereditaria del Liechtenhaus (il nome richiama il Liechtenstein), piccolo paese immaginario dell'Europa centrale al confine con la Baviera, figlia del sovrano Massimiliano e orfana di madre, viene obbligata dal padre a frequentare l'erede al trono Frederick, in previsione di sposarlo per far fronte ai problemi finanziari del loro regno, pesantemente indebitato. Contraria a un matrimonio senza amore, la ragazza va col padre, la regina di Sassonia e Frederick in Sardegna, dove inganna il principe e cerca di rintracciare la sua prima cotta, il tennista argentino Raphael Botero, il quale si rivela però fedifrago e da cui ella quindi si allontana. In incognito fugge sotto il nome di Lisa, viene assunta come barista e incontra Marco, un istruttore italiano di surf di cui si innamora.
Dopo varie indagini, l'investigatore ingaggiato dal Liechtenhaus rintraccia Sofia al villaggio dal quale è appena scomparsa. Infatti, una coppia di malviventi l'ha rapita a scopo di estorsione. Marco inizia subito le ricerche e, con un po' di fortuna, riesce a trovare il nascondiglio dei rapitori e a liberare Sofia che, però, scappa credendolo uno dei sequestratori. Tornata dal padre, acconsente a sposare Frederick per il bene del principato. Nel frattempo, Marco scopre che gli organizzatori del rapimento sono proprio il conte zio e la contessa sua moglie e tenta di avvertire Sofia. Arrivato al castello, però, viene arrestato e rinchiuso in prigione. Grazie all'aiuto di Ursula, amica di Sofia, riesce a evadere e raggiungere la principessa che sta per sposarsi. Alla cerimonia di nozze, la sposa arriva con il padre, che fa arrestare conte e contessa, e con Marco che la accompagna all'altare come nuovo sposo.

## Produzione
Come per altri film dei Vanzina esiste anche una versione televisiva più lunga, in onda per la prima volta il 6 gennaio 1998 alle ore 20:45 su Italia 1. Tra le scene aggiuntive: un dialogo tra la protagonista e la sua tata; l'incontro notturno con i ragazzi ecologisti sulla spiaggia, interpretati da Chiara Sani e Jimmy Ghione; e una scena in cui la contessa von Dix rivela a suo fratello, il principe Massimiliano, il suo tradimento. Quest'ultima versione è disponibile in DVD distribuita da Medusa nel 2010 e da Mustang Entertainment nel 2013.

## Luoghi delle riprese
Il film è stato girato principalmente in Sardegna; le scene di Lisa barista sono state girate a Baja Sardinia, dove ora si trova il locale notturno Phi Beach, mentre la scena di Marco che esce dall'acqua sulla poco distante spiaggia Tre Monti, sempre a Baja Sardinia. Altre scene sono state girate a Vienna. Il castello utilizzato come residenza della famiglia reale del Liechtenhaus, più volte inquadrato nel corso del film soprattutto con inquadrature panoramiche, è il Castello di Neuschwanstein, in Baviera.

## Colonna sonora
- Would I Lie to You? – Charles & Eddie
- What Is Love – Haddaway
- Caribbean Blue – Enya
- Right Here Waiting – Richard Marx
- Come On (And Do It) – F.P.I. Project
- Hot Hot Hot – Arrow
- Sweet Harmony – The Beloved
- More and More – Captain Hollywood
- All That She Wants – Ace of Base

## Accoglienza
Il film ha incassato 3.538.303.000  lire.